# 圣西尔万 (科雷兹省)
圣西尔万（法語：Saint-Sylvain，法語發音：[sɛ̃ silvɛ̃] ⓘ）是法国科雷兹省的一个市镇，属于蒂勒区。

## 地理
圣西尔万（45°10'31"N, 1°52'32"E）面积7.49 平方千米，位于法国新阿基坦大区科雷兹省，该省份为法国中南部省份，北起上维埃纳省和克勒兹省，西接多爾多涅省，南至洛特省，东临多姆山省和康塔爾省。
与圣西尔万接壤的市镇（或旧市镇、城区）包括：尚帕尼亚克-拉普吕讷、福尔热、圣博内埃尔韦尔、圣保罗、拉加尔德-马克拉图尔。

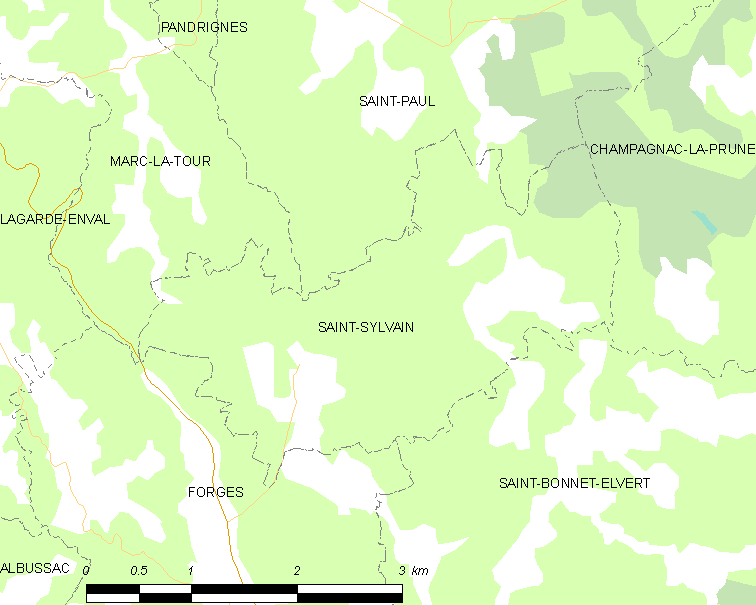
的OSM定位图

圣西尔万的时区为UTC+01:00、UTC+02:00（夏令时）。

## 行政
圣西尔万的邮政编码为19380，INSEE市镇编码为19245。

## 政治
圣西尔万所属的省级选区为多尔多涅河畔阿让塔县。

## 人口

1962-2008年间人口变化图示

圣西尔万于2022年1月1日时的人口数量为132人。